# Montois-la-Montagne
Montois-la-Montagne est une commune française située dans le département de la Moselle. Elle appartient à l'unité urbaine de Jœuf.

## Géographie
La commune est située en Moselle, à 100 m de la Meurthe-et-Moselle et à 24 km entre Metz et Thionville.

### Accès

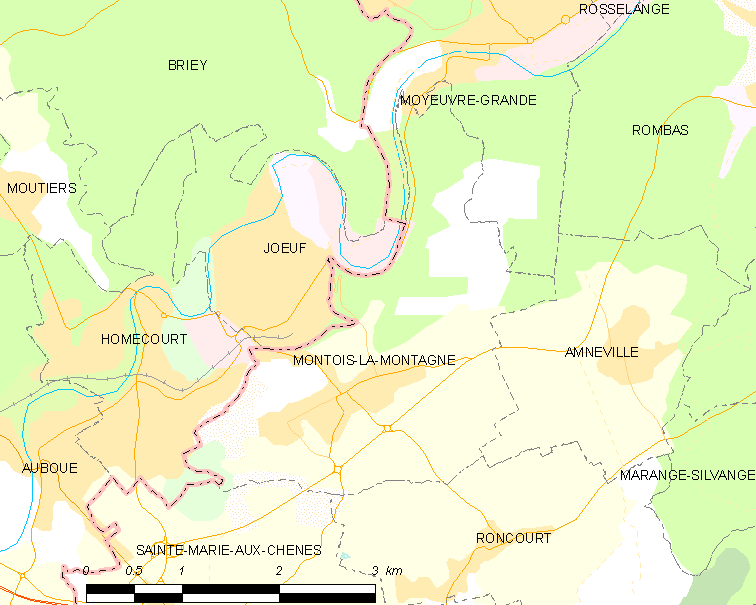
Carte de la commune.

### Communes limitrophes
|                              | Moyeuvre-Grande         |           |
| Jœuf Meurthe-et-Moselle      | Montois-la-Montagne     | Amnéville |
| Homécourt Meurthe-et-Moselle | Sainte-Marie-aux-Chênes | Roncourt  |

### Hydrographie

#### Réseau hydrographique
La commune est située dans le bassin versant du Rhin au sein du bassin Rhin-Meuse. Elle est drainée par l'Orne et le Fond Robinet.
L'Orne, d'une longueur totale de 85,7 km, prend sa source dans la commune de Ornes et se jette  dans la Moselle à Richemont, après avoir traversé 37 communes.

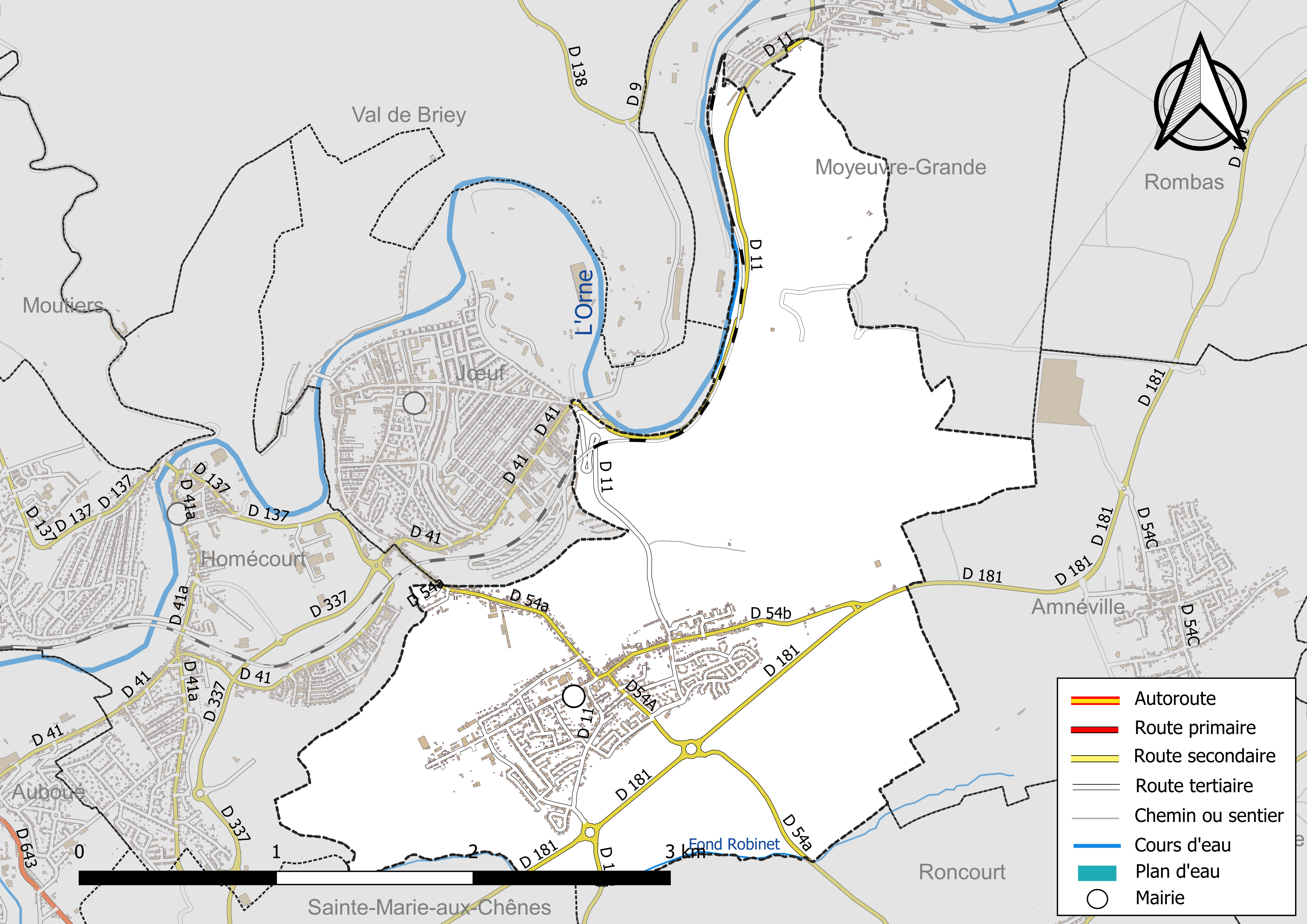
Réseaux hydrographique et routier de Montois-la-Montagne.

#### Gestion et qualité des eaux
Le territoire communal est couvert par le schéma d'aménagement et de gestion des eaux (SAGE) « Bassin ferrifère ». Ce document de planification, dont le territoire correspond aux anciennes galeries des mines de fer, des aquifères et des bassins versants associés, d'une superficie de 2 418 km2, a été approuvé le 27 mars 2015. La structure porteuse de l'élaboration et de la mise en œuvre est la région Grand Est. Il définit sur son territoire les objectifs généraux d’utilisation, de mise en valeur et de protection quantitative et qualitative des ressources en eau superficielle et souterraine, en respect des objectifs de qualité définis dans le SDAGE  du Bassin Rhin-Meuse.
La qualité des eaux des principaux cours d’eau de la commune, notamment de l'Orne, peut être consultée sur un site dédié géré par les agences de l’eau et l’Agence française pour la biodiversité.

### Climat
Pour des articles plus généraux, voir Climat du Grand Est et Climat de la Moselle.
En 2010, le climat de la commune est de type climat de montagne, selon une étude du Centre national de la recherche scientifique s'appuyant sur une série de données couvrant la période 1971-2000. En 2020, Météo-France publie une typologie des climats de la France métropolitaine dans laquelle la commune est exposée à un climat semi-continental et est dans la région climatique  Lorraine, plateau de Langres, Morvan, caractérisée par un hiver rude (1,5 °C), des vents modérés et des brouillards fréquents en automne et hiver. 
Pour la période 1971-2000, la température annuelle moyenne est de 9,3 °C, avec une amplitude thermique annuelle de 17 °C. Le cumul annuel moyen de précipitations est de 835 mm, avec 13,2 jours de précipitations en janvier et 9,2 jours en juillet. Pour la période 1991-2020, la température moyenne annuelle observée sur la station météorologique de Météo-France la plus proche, « Doncourt-lès-Conflans », sur la commune de Doncourt-lès-Conflans à 10 km à vol d'oiseau, est de 10,7 °C et le cumul annuel moyen de précipitations est de 710,3 mm. 
La température maximale relevée sur cette station est de 40,9 °C, atteinte le 25 juillet 2019 ; la température minimale est de −16,5 °C, atteinte le 26 décembre 2010,,. 
Les paramètres climatiques de la commune ont été estimés pour le milieu du siècle (2041-2070) selon différents scénarios d'émission de gaz à effet de serre à partir des nouvelles projections climatiques de référence DRIAS-2020. Ils sont consultables sur un site dédié publié par Météo-France en novembre 2022.

## Urbanisme

### Typologie
Au 1er janvier 2024, Montois-la-Montagne est catégorisée petite ville, selon la nouvelle grille communale de densité à sept niveaux définie par l'Insee en 2022.
Elle appartient à l'unité urbaine de Jœuf, une agglomération inter-départementale regroupant six  communes, dont elle est une commune de la banlieue,,. Par ailleurs la commune fait partie de l'aire d'attraction de Metz, dont elle est une commune de la couronne,. Cette aire, qui regroupe 245 communes, est catégorisée dans les aires de 200 000 à moins de 700 000 habitants,.

### Occupation des sols
L'occupation des sols de la commune, telle qu'elle ressort de la base de données européenne d’occupation biophysique des sols Corine Land Cover (CLC), est marquée par l'importance des territoires agricoles (48,6 % en 2018), en augmentation par rapport à 1990 (46,7 %). La répartition détaillée en 2018 est la suivante : 
terres arables (39,4 %), forêts (22,2 %), zones urbanisées (14,7 %), mines, décharges et chantiers (12,5 %), zones agricoles hétérogènes (5 %), prairies (4,2 %), milieux à végétation arbustive et/ou herbacée (1,5 %), zones industrielles ou commerciales et réseaux de communication (0,6 %). L'évolution de l’occupation des sols de la commune et de ses infrastructures peut être observée sur les différentes représentations cartographiques du territoire : la carte de Cassini (XVIIIe siècle), la carte d'état-major (1820-1866) et les cartes ou photos aériennes de l'IGN pour la période actuelle (1950 à aujourd'hui).

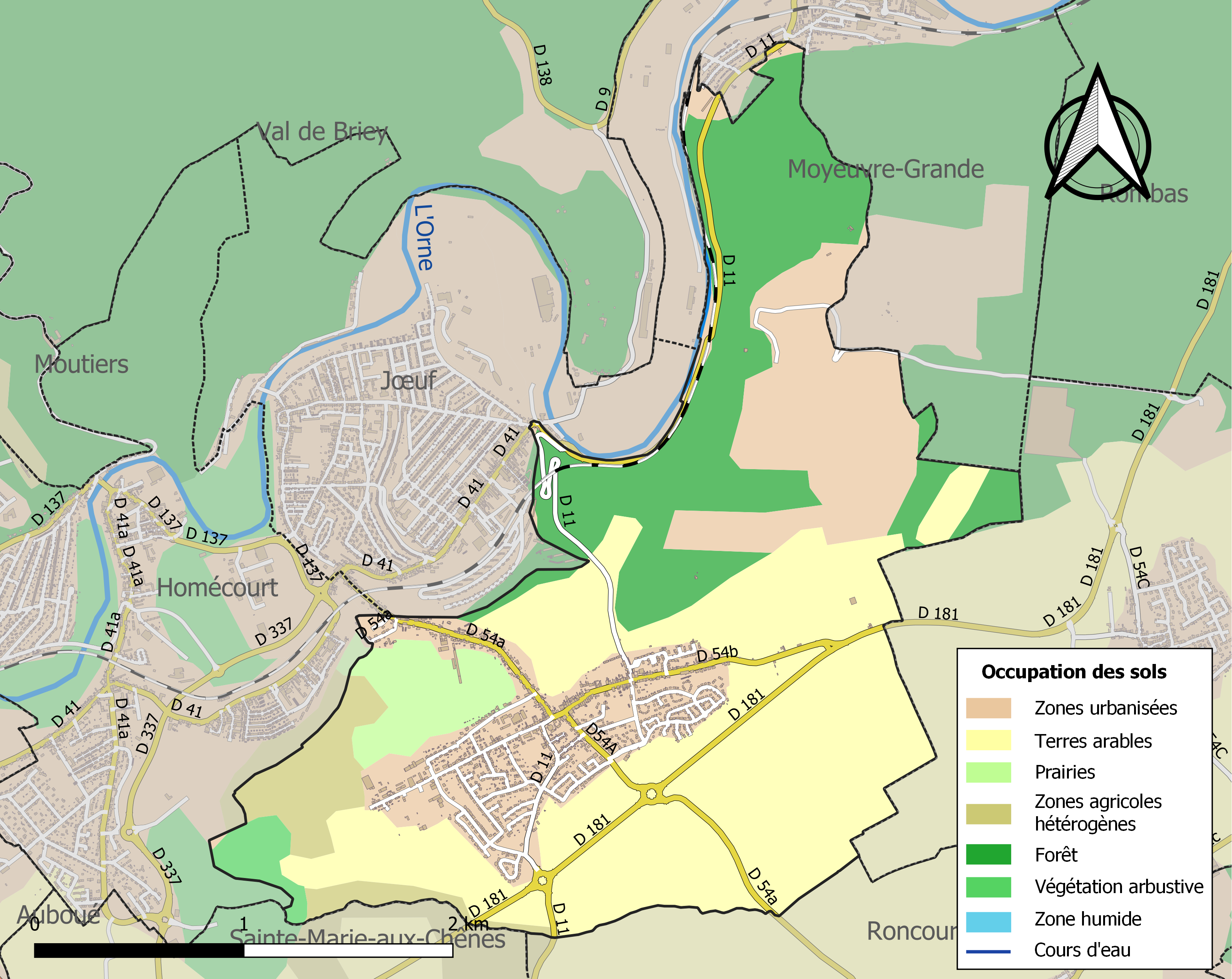
Carte des infrastructures et de l'occupation des sols de la commune en 2018 (CLC).

## Toponymie
- Montoys au XVe siècle, Montoi en 1537, Montois-Malancourt en 1811 (décret du 4 août, qui réunissait Malancourt à Montois).

## Histoire
Montois-la-Montagne, située sur le rebord du haut plateau messin, est longtemps restée un village entouré par la forêt.
Des trous de poteaux, des foyers, des silos datant du Néolithique final (-4000 à -2500 ans) ont été retrouvés au lieu-dit le Hautbois . D’autres traces d’occupation humaine datant de la Protohistoire (-1800 ans) ont été repérées aux lieux-dits Fodiche et Devant-la-Forêt.
Les sondages archéologiques ont révélé également la présence de nombreuses voies et chemins datant de la période gallo-romaine, d’une villa (Ier – IVe siècles), dont dépendaient des exploitations agricoles et forestières, ainsi que de plusieurs nécropoles notamment aux lieux-dits la Patriote et la Croix Jacob.
On ne trouve ensuite de trace de communauté villageoise qu’au XIe siècle, avec notamment l’abbaye de Saint-Pierremont qui possédait quelques terres à Montois. Les abbayes et chanoines sont à l’origine de la renaissance du village jusqu’à son pillage par les Luxembourgeois en 1266 lors de la guerre féodale de Ligny. Les fiefs et seigneuries se succèdent ensuite jusqu’à la destruction du village en 1636, durant la guerre de Trente Ans.
Le village fut peu à peu repeuplé et reconstruit, jusqu’à atteindre 200 habitants à la fin du XVIIIe siècle.

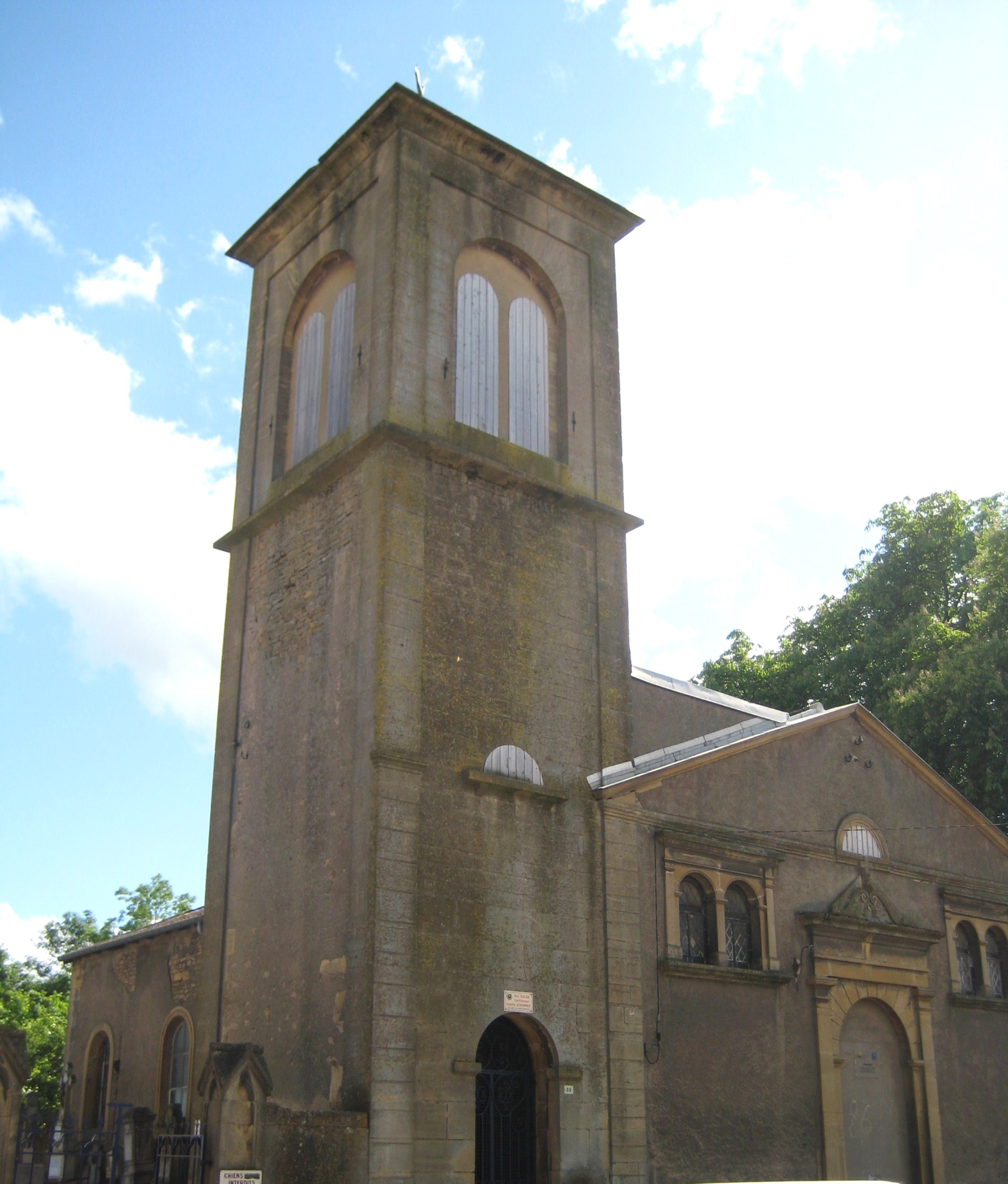
Ancienne église Saint-Nicolas désaffectée.

Au XIXe siècle, les fermes vouées à la polyculture se développèrent, ainsi que les exploitations forestières, les carrières et l’artisanat. Au milieu du siècle, Montois compte environ 550 habitants et Malancourt devient son annexe dès 1811. À la suite de l’annexion au Reich de 1871, Montois se vide de sa population, jusqu’à la construction à Rombas en 1889-1890 d’une grande usine sidérurgique allemande. La mise en exploitation de la mine Pauline en 1903 provoque une explosion démographique à Montois. En 1930, Montois compte 1700 habitants.
En 1962, Montois atteint sa population maximale, soit 3 050 habitants. En janvier 1969, la mine Pauline ferme, mais grâce à une politique d’urbanisation résidentielle, Montois compte encore 2 700 habitants en 2003.

## Politique et administration
| Période                                  | Période   | Identité                        | Étiquette | Qualité           |
| ---------------------------------------- | --------- | ------------------------------- | --------- | ----------------- |
| mars 1965                                | juin 1995 | Charles Grandpierre (1925-2011) |           | Directeur d'école |
| juin 1995                                | mars 2014 | Michel Volle                    | DVG       |                   |
| mars 2014                                | mai 2020  | Jean Cantele                    | DVD       | Retraité          |
| mai 2020                                 | En cours  | Sophie Vanni                    |           |                   |
| Les données manquantes sont à compléter. |           |                                 |           |                   |

## Démographie
L'évolution du nombre d'habitants est connue à travers les recensements de la population effectués dans la commune depuis 1793. Pour les communes de moins de 10 000 habitants, une enquête de recensement portant sur toute la population est réalisée tous les cinq ans, les populations de référence des années intermédiaires étant quant à elles estimées par interpolation ou extrapolation. Pour la commune, le premier recensement exhaustif entrant dans le cadre du nouveau dispositif a été réalisé en 2007.

En 2022, la commune comptait 2 717 habitants, en évolution de +3,07 % par rapport à 2016 (Moselle : +0,52 %, France hors Mayotte : +2,11 %).
| 1793 | 1800 | 1806 | 1821 | 1836 | 1841 | 1861 | 1866 | 1871 |
| ---- | ---- | ---- | ---- | ---- | ---- | ---- | ---- | ---- |
| 203  | 202  | 216  | 443  | 548  | 525  | 500  | 537  | 501  |

| 1875 | 1880 | 1885 | 1890 | 1895 | 1900  | 1905  | 1910  | 1921  |
| ---- | ---- | ---- | ---- | ---- | ----- | ----- | ----- | ----- |
| 479  | 539  | 625  | 660  | 371  | 1 127 | 1 385 | 1 662 | 1 121 |

| 1926  | 1931  | 1936  | 1946  | 1954  | 1962  | 1968  | 1975  | 1982  |
| ----- | ----- | ----- | ----- | ----- | ----- | ----- | ----- | ----- |
| 1 580 | 1 708 | 1 424 | 1 309 | 2 077 | 3 054 | 2 654 | 2 660 | 2 291 |

| 1990  | 1999  | 2006  | 2007  | 2012  | 2017  | 2022  | - | - |
| ----- | ----- | ----- | ----- | ----- | ----- | ----- | - | - |
| 2 759 | 2 616 | 2 420 | 2 392 | 2 380 | 2 710 | 2 717 | - | - |

### Culte
La ville dispose de deux églises dédiées à Saint-Nicolas. La plus ancienne est désaffectée.

### Enseignement
Montois-la-Montagne est située dans l'académie de Nancy-Metz, en zone B. La ville dispose d'une école primaire (école Marie CURIE), composée d'une section maternelle et d'une section élémentaire.
Le collège public du secteur se trouve à Sainte-Marie-aux-Chênes (collège Gabriel-Pierné). Après, les élèves choisissent les établissements de Metz ou de Rombas pour aller au lycée.

## Culture locale et patrimoine

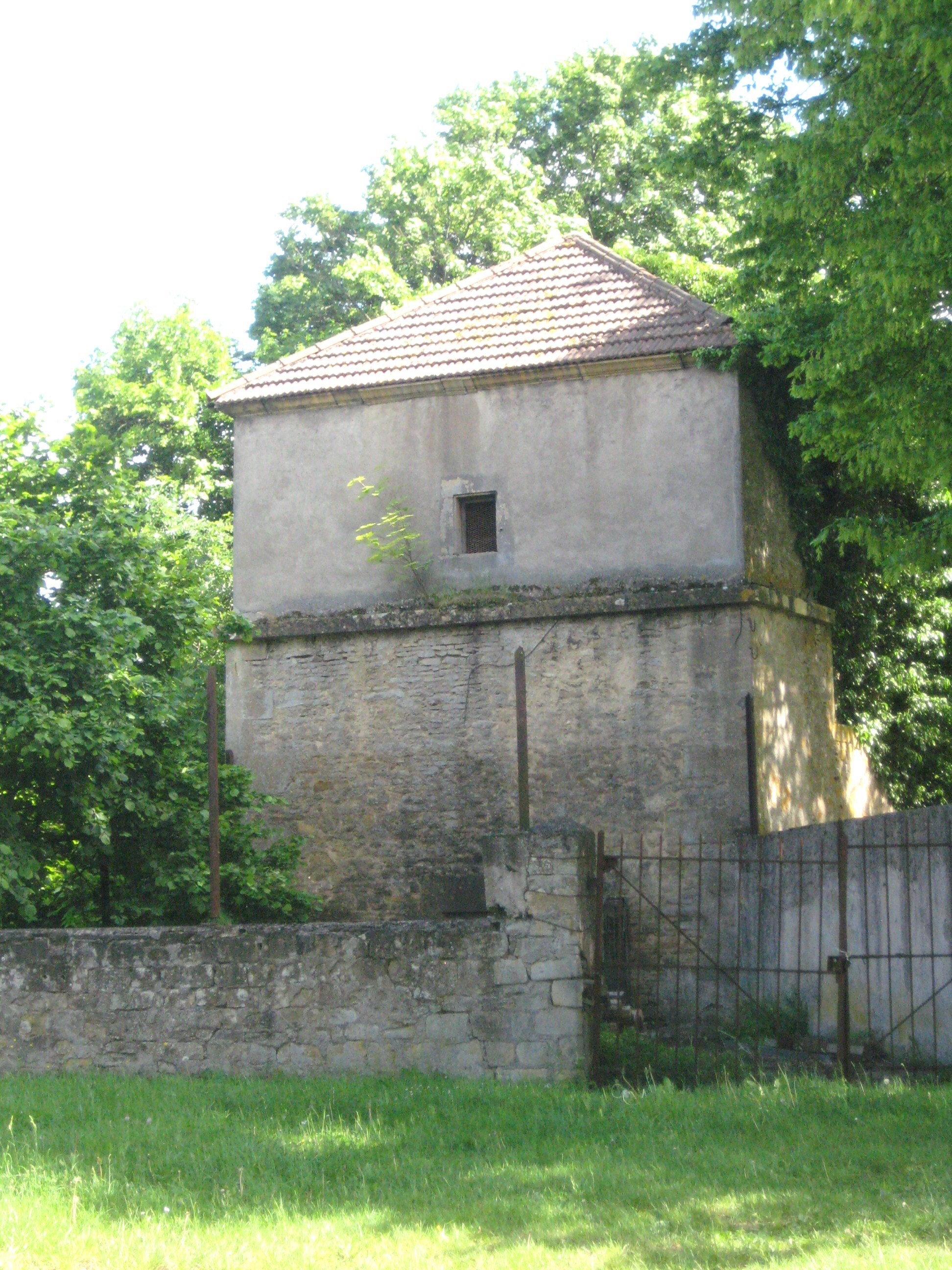
Tour du colombier de l’ancien château.

### Lieux et monuments
- Découverte d’un moyen bronze de Claude et d’un denier de Faustine.
- Traces d’un château, construit en 1589 par Louis Gauvain, remanié XVIIIe, démoli vers 1950, il ne subsiste plus que la grille de clôture et la tour du colombier de plan carré.
- Site d’escalade avec plus de cent voies.

#### Édifices religieux
- Ancienne église Saint-Nicolas construite en 1842 désaffectée.
- Nouvelle église Saint-Nicolas, ovale, par Martinez.

### Personnalités liées à la commune
- Gaston Louis (1862-1944), chanoine et député de la Moselle.

## Héraldique
| Blason de Montois-la-Montagne | Blason  | D'azur au triangle d'or, accompagné de trois croisettes recroisetées au pied fiché du même. |
| Blason de Montois-la-Montagne | Détails | Le statut officiel du blason reste à déterminer.                                            |